# Улин, Василий Иванович
Васи́лий Ива́нович У́лин (1907, дер. Ново-Андреево Новгородской губернии — 1981) — советский партийный деятель, исполняющий обязанности первого секретаря Псковского окружного комитета ВКП(б) (1938).

## Биография
В 1924—1927 годы — секретарь, председатель исполнительного комитета Андреевского сельсовета, затем, по 1929 год — председатель Тихвинского районного комитета общества крестьянской взаимопомощи.
В 1929 году вступил в ВКП(б). В 1932 году окончил Ленинградский индустриально-земледельческий техникум. В 1932−1933 годы работал начальником автотракторной колонны Воробьёвского зерносовхоза (Центрально-Чернозёмная область).
В 1933—1941 годах работал в Ленинграде и области: бригадир, мастер, парторг цеха № 12 Ленинградского завода № 174 им. К. Е. Ворошилова (1933—1935); секретарь парткома Ленинградского граммофонного завода (1935—1936); затем — инструктор Володарского районного комитета ВКП(б) (Ленинград, 1936−1937), в 1937 — первый секретарь Череповецкого, Боровичского районных комитетов ВКП(б).
С декабря 1937 — секретарь, с марта по декабрь 1938 года — и. о. первого секретаря Псковского окружного комитета ВКП(б).
В 1938—1941 годы — старший мастер на Ленинградском заводе № 174, затем — на заводе № 234. С началом Великой Отечественной войны в связи с эвакуацией завода переехал в Уфу, где работал старшим мастером, затем парторгом Уфимского завода № 26 (1941—1943), парторгом ЦК ВКП(б) треста № 3 (Уфа, 1943—1944). В 1944—1946 годы — второй секретарь Уфимского городского комитета ВКП(б), в 1946—1948 годах — секретарь Башкирского областного комитета ВКП(б) по кадрам.
Дважды (1948—1952, 1953—1954) возглавлял Башкирский областной совет профсоюзов. В 1952 году — секретарь Уфимского областного комитета ВКП(б), в 1952—1953 годах — секретарь Стерлитамакского областного комитета КПСС. В 1954—1956 годы — первый секретарь Черниковского городского комитета КПСС.
Избирался депутатом (от Башкирской АССР) Верховного Совета РСФСР 3-го (1951—1955) и 4-го (1955—1959) созывов, депутатом Верховного Совета БАССР 2-го созыва. Делегат XX съезда КПСС (1956).

### Награды и звания
Награжден орденами Трудового Красного Знамени, Красной Звезды, «Знак Почёта» (дважды) и медалями, включая «За оборону Ленинграда», «За победу над Германией», «За доблестный труд в Великой Отечественной войне» и «За освоение целинных земель».

### Семья
Внук — Виктор Викторович Улин (р. 1959), русский прозаик.

## Комментарии
1. ↑  Ныне в Тихвинском районе Ленинградской области.
2. ↑  С 1 августа 1927 года — в Тихвинском районе Ленинградской области.